# Alain Charre
 (mars 2020).
La mise en forme du texte ne suit pas les recommandations de Wikipédia : il faut le « wikifier ».
Les points d'amélioration suivants sont les cas les plus fréquents :
- Les titres sont pré-formatés par le logiciel. Ils ne sont ni en capitales, ni en gras.
- Le texte ne doit pas être écrit en capitales (les noms de famille non plus), ni en gras, ni en italique, ni en « petit »…
- Le gras n'est utilisé que pour surligner le titre de l'article dans l'introduction, une seule fois.
- L'italique est rarement utilisé : mots en langue étrangère, titres d'œuvres, noms de bateaux, etc.
- Les citations ne sont pas en italique mais en corps de texte normal. Elles sont entourées par des guillemets français : « et ».
- Les listes à puces sont à éviter, des paragraphes rédigés étant largement préférés. Les tableaux sont à réserver à la présentation de données structurées (résultats, etc.).
- Les appels de note de bas de page (petits chiffres en exposant, introduits par l'outil «  Source ») sont à placer entre la fin de phrase et le point final[comme ça].
- Les liens internes (vers d'autres articles de Wikipédia) sont à choisir avec parcimonie. Créez des liens vers des articles approfondissant le sujet. Les termes génériques sans rapport avec le sujet sont à éviter, ainsi que les répétitions de liens vers un même terme.
- Les liens externes sont à placer uniquement dans une section « Liens externes », à la fin de l'article. Ces liens sont à choisir avec parcimonie suivant les règles définies. Si un lien sert de source à l'article, son insertion dans le texte est à faire par les notes de bas de page.
- La présentation des références doit suivre les conventions bibliographiques. Il est recommandé d'utiliser les modèles {{Ouvrage}}, {{Chapitre}}, {{Article}}, {{Lien web}} et/ou {{Bibliographie}}. Le mode d'édition visuel peut mettre en forme automatiquement les références.
- Insérer une infobox (cadre d'informations à droite) n'est pas obligatoire pour parachever la mise en page.

Pour une aide détaillée, merci de consulter Aide:Wikification.
Si vous pensez que ces points ont été résolus, vous pouvez retirer ce bandeau et améliorer la mise en forme d'un autre article.

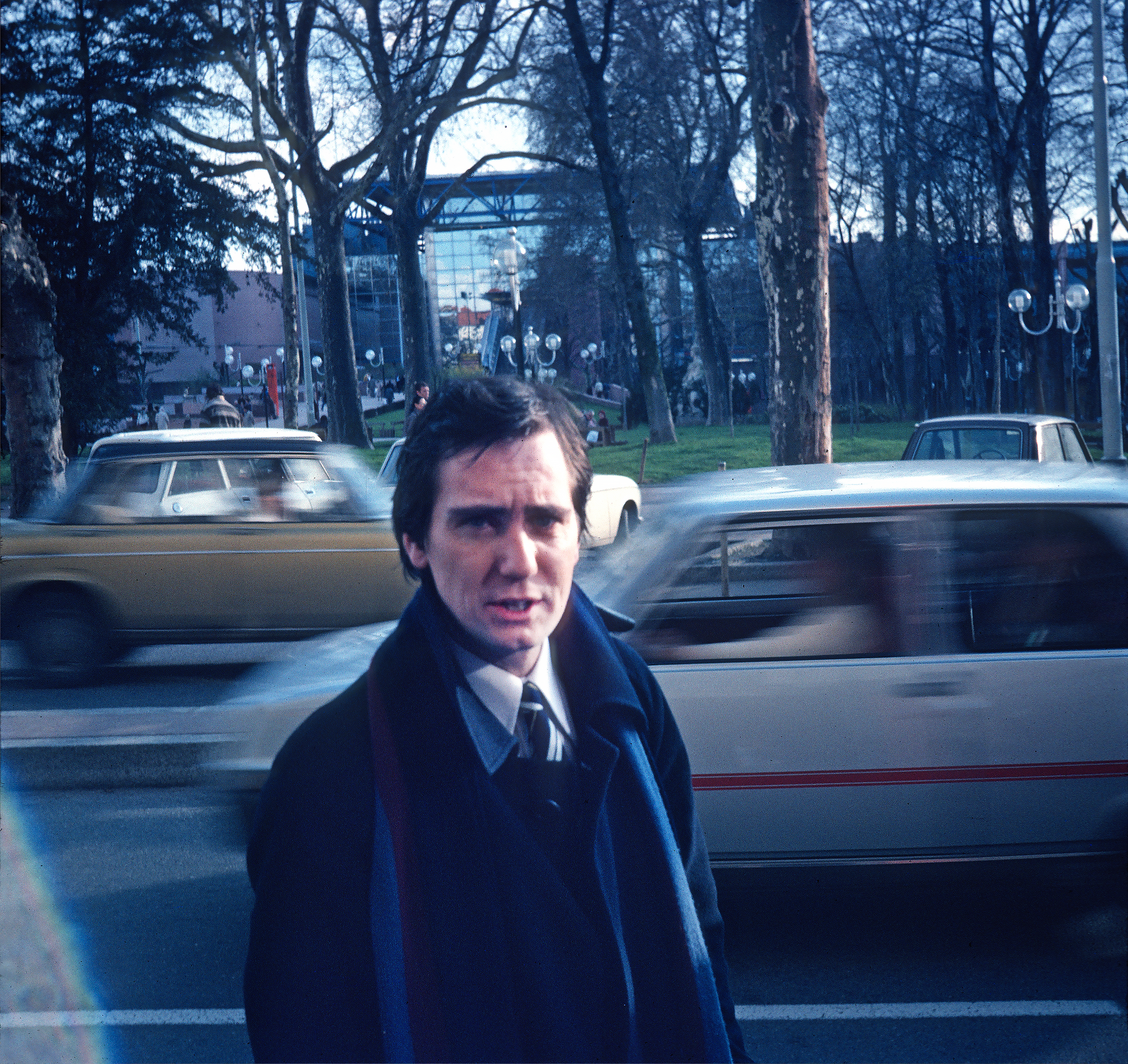
Alain Charre devant l'ELAC en 1980

Alain Charre, né le 5 juillet 1949 à Oullins et mort le 3 mars 2018 au Port-Marly, est un auteur qui a écrit de nombreux ouvrages sur l'urbanisme, l'architecture et l'art contemporain. Il était également professeur et commissaire d'expositions.

## Biographie

### Parcours
Alain Charre était professeur de l'École nationale supérieure d'architecture, notamment celle de Clermont-Ferrand (ENSACF). Il était plus précisément responsable du Domaine d'Étude du Patrimoine. Les relations entre art, architecture et urbanisme l'intéressaient particulièrement. En plus de nombreux ouvrages sur la question, il était rédacteur en chef de la revue Mégapole, directeur scientifique de l'Institut Art, et Ville de Givors et expert aux Ateliers Internationaux de Maitrise d'œuvre urbaine d'Ile-de-France.
Historien de l’art et des cultures architecturales, Alain Charre a développé une recherche originale dans laquelle « l’in-discipline » aura été le maître-mot d’une pensée critique. Après des études d’histoire de l’art, il enseigne cette discipline, conjointement, à l’Institut d’histoire de l’art de Lyon 2, où il s’est formé, et à l’École nationale des beaux-arts de Lyon. De 1977 à 1979, il crée et dirige avec l’artiste Catherine Beaugrand, la galerie Sol, lieu de réflexion sur la relation entre art et architecture, sujet qui sera au cœur de sa recherche et de son enseignement tout au long de sa vie. Il est parallèlement commissaire de quelques expositions à l’ELAC, dont Europe 80 (1980) qui connaîtra un vif succès. Parallèlement, avec ses réflexions et recherches sur l’art et l’urbanisme, et son Que sais-je ? (PUF, 1983) sur ce sujet, il apporte un souffle nouveau dans le paysage artistique et intellectuel au début des années 1980.
Sa passion de l’écriture le conduit tout au long de son activité à multiplier commentaires et analyses de travaux d’artistes et d’architectes. On retiendra entre autres son texte intitulé «Le dernier tableau»  paru dans le catalogue de l’exposition : «La couleur seule, expérience du monochrome » (MAC de Lyon – 1989) qui fit date.

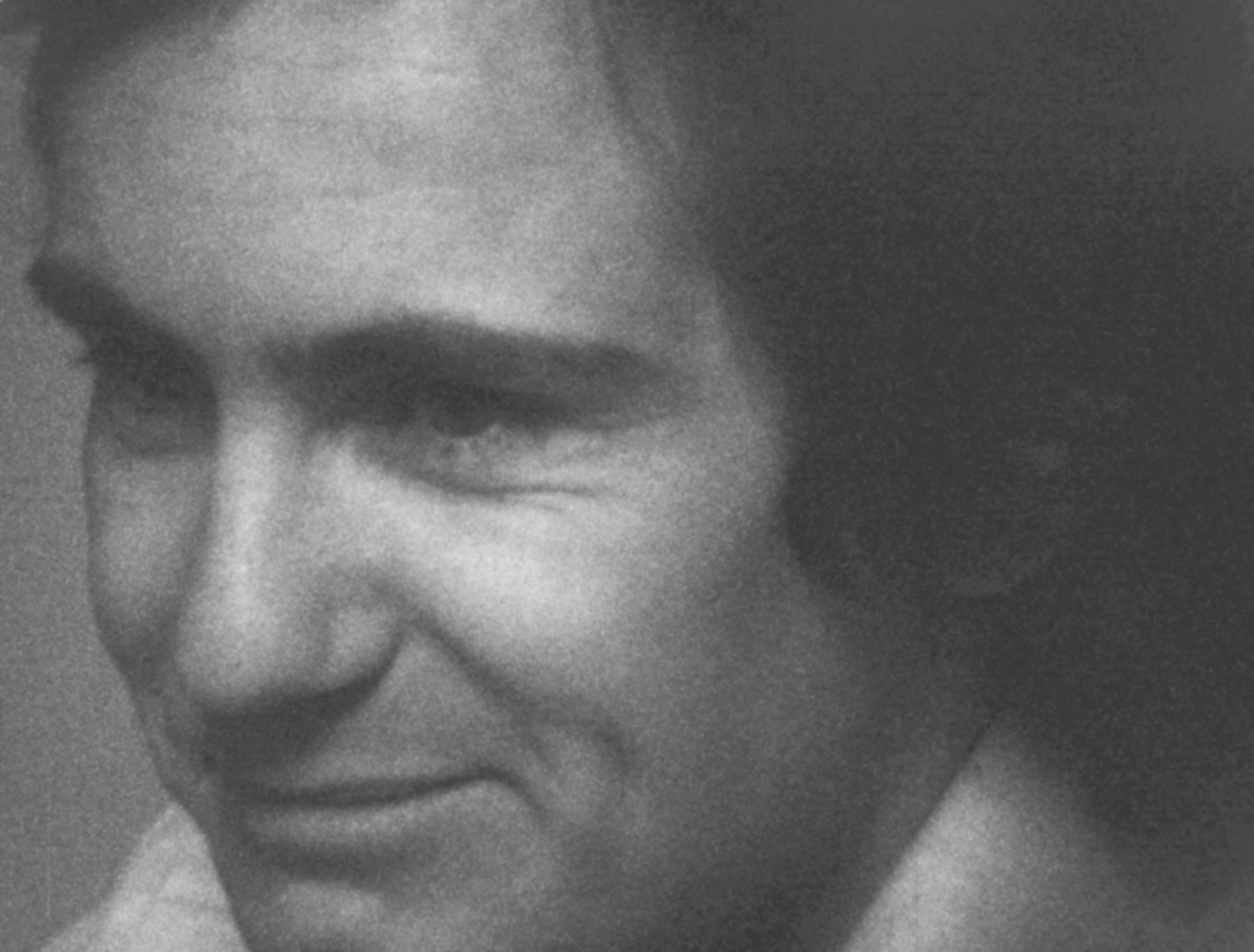
Portrait d'Alain Charre. Extrait du film "L'amour la plus grande imposture de tous les temps" de Georges Rey. 1975.

En 1992, il devient le conseiller scientifique de l’Institut pour l’Art et la Ville, et responsable éditorial de la revue Mégalopole (plus de 20 numéros) qu’il a créée. De 1993 à 2013 il enseigne l’histoire des cultures architecturales à l’École d’architecture de Clermont-Ferrand, tout en exerçant le rôle d’expert aux Ateliers internationaux de maîtrise d’œuvre urbaine d’Île de France.

### Professeur
De 1978 à 1991 : Institut d'Histoire de l'Art, Université Lyon 2
De 1977 à 1991 : École nationale Supérieur des Beaux-arts de Lyon
De 1991 à 2002 : Institut Art et Ville, Maison du Rhône, Givors
De 2001 à 2003 : Ateliers de Cergy, Maîtrise d’œuvre Urbaine
De 2003 à 2013 : École nationale supérieure d'architecture de Clermont-Ferrand

### Commissaire d'expositions
- 1976 : Galerie Sol. Il crée cette galerie de 1976 à 1977 avec son épouse Catherine Beaugrand.
- 1980 : Europe 80, à l'Espace Lyonnais d'Art Contemporain, avec les artistes : Paul-Armand Gette, Tania Mouraud, Sarkis, Victor Burgin, Barry Flanagan, David Tremelet, Pierpaolo Calzolari, Mario Merz, Giulio Paolini, Bernd et Hilla Becher, Barbara et Michael Leisgen, Klaus Rinke [3],[4].
- 1996 : Art et mégapole, RN 86, Givors

## Publications

### Ouvrages
- 1983 : Art et urbanisme, Alain Charre, Paris, ed. PUF, DL 1983[5].
- 1983 : L'organisation esthétique des villes et les projets d'urbanisme à Lyon (1905-1914), Alain Charre sous la direction de Daniel Ternois[6].
- 1988 : Lyon-Europe, 100 ans d'architecture moderne, catalogue Michel Roz, Alain Charre, Liège, P. Mardaga[7].1988 : La couleur seule : l'expérience du monochrome, octobre des arts, exposition, Musée d'art contemporain, Lyon, 7 octobre-5 décembre 1988[8].
- 1989 : Patrick Raynaud, sculpture, texte de Alain Charre, trad. Jean-Marie Clarke, Paris, J. Damase[9].
- 1989 : Exsitu, John Knight, collection FRAC Rhône-Alpes, Lyon, texte d'Alain Charre, introduction de Joe͏̈l Benzakin, Lyon, FRAC Rhône-Alpes[10].
- 1989 : Tony Garnier, l'œuvre complète : exposition... présentée par le Centre de création industrielle de mars à mai 1990 dans la Galerie du CCI au Centre national d'art et de culture Georges Pompidou à Paris[11].
- 1991 : Espace résiduel et commande publique. Dans Raison présente, n°99, 3e trimestre, Culture et politique. pp. 47-52[12].
- 1991: Lyon Texte imprimé, textes d'Alain Charre, Lyon Maison de l'architecture Rhône-Alpes, 69, Villeurbanne Impr. Martineau[13].
- 1992 : L'urbanisme comme facteur de représentation. Dans Raison présente, n°102, 2e trimestre . Ville et Société. pp. 63-70[14].
- 1993 : Entre le futur et le passé. Dans : Raison présente, n°107, 3e trimestre 1993. Y-a-t-il un art contemporain ? pp. 9-17[15].
- 1994 : Robert Irwin, catalogue par Robert Irwin et Alain Charre, trad. de l'anglais par Christophe Marchand-Kiss, organisée par le Musée d'art contemporain de Los Angeles, Paris, Société des amis du Musée d'art moderne de la Ville de Paris[16].
- 1995 : Dan Graham, Alain Charre, Marie-Paule MacDonald, Marc Pereman, Paris, Éd. Dis voir[17].
- 1996 : Art et mégapole, RN 86 : artistes Catherine Beaugrand, Christine Dalnoky, Michel Desvigne, Mierle Laderman-Ukeles, Antoni Muntadas, Simon Patterson, Rémy Zaugg, Alain Charre, Jacky Vieux, Liège, Mardaga[18].
- 1996 : Art et urbanisme, Alain Charre, 2e édition corrigée, Paris : Presses universitaires de France[5].
- 2003 : Maîtrise d'œuvre urbaine, les Ateliers de maîtrise d'œuvre urbaine de Cergy-Pontoise, Alain Charre, Sprimont, Mardaga DL[19].
- 2008 : Scrivo in vento, exposition au carré noir du Safran à Amiens, du 20 septembre au 30 octobre 2008, Marie Lepetit, texte d'Alain Charre, Amiens, Centre d'art du Safran[20].
- 2008 : Villa Arson, Nice, Jean Brasille, Alain Charre, Alain Deres, Bertrand Desmarais, Patrice Lorho, Michel Marot, Jean-Paul Potron, Jean-Michel Wilmotte, Villa Arson, ed. Monografik, Blou, France, 157p[21].
- 2010 : Georges Rousse, architectures, rencontre Clermont-Ferrand 2000-2010, catalogue publié à l'occasion de l'exposition présentée au Musée d'art Roger-Quilliot à Clermont-Ferrand, du 11 mai au 5 septembre 2010, commissariat Nathalie Roux ; auteurs Alain Charre, Claire Gastaud, Antoine Grumbach... et al., Paris, Bernard Chauveau Éditeur[22].
- 2012 : Orlan, measurages (1968-2012), action Orlan-corps, textes par Hubert Besacier, Alain Charre, Bart De Baere, Sophie Gregoir, Wim Van Mulders à Antwerpen, M HKA , cop. 2012[23].
- 2012 : Hans-Walter Müller et l'architecture de la disparition, Alain Charre, Paris, Archibooks + Sautereau, DL[24].
- 2012 : Architecture et grande échelle, du Massif Central au Bosphore, Alain Charre, préface de Paul Léandri, Genève, MétisPresses[25].

### Préfacier
- 2005 : Paris extra-muros : Cergy-Pontoise, Tokyo, Shanghai, Doï Tung : Citylab, revue de maîtrise d'œuvre urbaine, n° 1, editorial Alain Charre, Sprimont, Mardaga[26].

### Collaborateur
- 1994 : Jaume Plensa, textes de Jean-Pierre Rehm, Bruno Corà, Alain Charre, organisé par la Ville de Valence et la Direction régionale des affaires culturelles Rhône-Alpes, Valence, École régionale des beaux-arts, 26-Valence Impr. F. Grégoire[27].

### Éditeur scientifique
- 1996 : Le centre commercial entre hangar et cathédrale, Mégalopole, cahier 13, rédaction Alain Charre, Jacky Vieux, Givors, Institut pour l'art et la ville, Maison du Rhône , impr.[28]
- 1997 : Un monde élastique, Mégalopole, cahier 15, rédaction Alain Charre, Jacky Vieux, Givors : Institut pour l'art et la ville, Maison du Rhône[29].
- 1997 : Espace mental, Mégalopole, cahier 14, rédaction Alain Charre, Jacky Vieux, Givors Institut pour l'art et la ville, Main du Rhône[30].
- 1997 : Design et espace civique, Mégalopole, cahier 16, rédaction Alain Charre, Jacky Vieux, Givors, Institut pour l'art et la ville, Maison du Rhône[31].
- 1998 : Le monumental, Mégalopole, cahier 17, rédaction Alain Charre, Jacky Vieux, Givors : Institut pour l'art et la ville - Maison du Rhône[32].
- 1999 : Art, architecture, urbanisme 2, cent sites, Mégalopole, cahier 20, rédaction Alain Charre, Jacky Vieux, Givors, Institut pour l'art et la ville, Maison du Rhône[33].
- 2000 : Europe traduction, Mégalopole, cahier 21, rédaction Alain Charre, Jacky Vieux, Givors, Institut pour l'art et la ville, Maison du Rhône[33].

### Interviewer
- 2016 :  Relations : 1982-2004, Rémy Zaugg, ouvrage dirigé par Eva Schmidt, postface par Eva Schmidt, Dijon, Les Presses du réel[34].

### Organisateur de réunion
- 1984 : La réinvention du musée et autres conférences, actes du premier Colloque International de Recherche Artistique et du séminaire Art et Science de l'École Nationale des Beaux-Arts de Lyon, organisé par Catherine Beaugrand et Alain Charre, Association pour l'Institut International de Recherche Art et Science[35].

### Directeur de publication
- 1992 : Art et espace publics, sous la dir. d'Alain Charre, Givors, ed. OMAC-Maison du Rhône[36].
- 2001: Les nouvelles conditions du projet urbain, critique et méthodes, publ. par la Maison du Rhône, sous la dir. Alain Charre, Sprimont, Mardaga[37]